# Saga macedońska
Saga macedońska (oryg. Македонска сага) – film fabularny produkcji macedońsko–jugosłowiańskiej z 1993 roku w reżyserii Gapo Iwanowskiego Branko.

## Opis fabuły
Do wsi Vele Korab w zachodniej Macedonii przybywa młody nauczyciel Damian, którego zachowanie odbiega od jego poprzedników. Ludność miejscowa, żyjąca zgodnie z normami ustalonymi przez religię i zwyczaj reaguje z zainteresowaniem, ale także z irytacją na „nowoczesny” styl bycia nauczyciela.
Pierwsza osoba, którą poznał po przyjeździe - młoda muzułmanka Dżemile zaczyna coraz bardziej fascynować Damiana. Przeszkodą na drodze do ich związku stają się różnice religijne i opór lokalnej społeczności. Damian zostaje zmuszony do opuszczenia wsi, a Dżemile popełnia samobójstwa, skacząc do rzeki.
W 1993 na Festiwalu im. Braci Manaki w Bitoli film otrzymał dwie nagrody - za debiut i za zdjęcia.

## Obsada
- Kirył Pop Christow jako Damian
- Bilijana Taneska jako Dżemile
- Vlado Jowanowski jako Nevzet
- Meto Jowanowski jako Odza
- Petar Temelkowski jako Andrea
- Sisman Angelowski jako Suljo
- Mustafa Jashar jako Latif
- Zvezdana Angelowska
- Georgi Biserkow
- Żaklina Stevkowska
- Dżemail Maksut
- Dimitar Makseski